# Anode

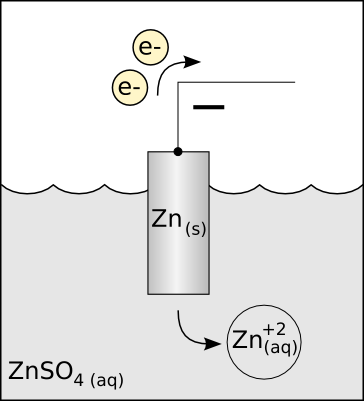
Een zinken anode is in een galvanische cel negatief geladen

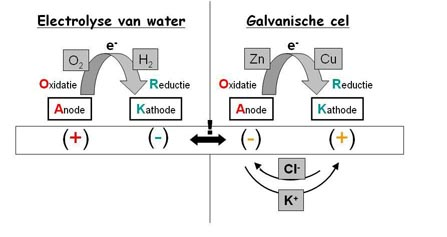
Elektrolyse van water (links) en galvanische cel

De anode (Grieks: άνοδος, weg omhoog, opgang) in een elektrisch of elektronisch apparaat of component is de pool of elektrode van waaruit de elektrische stroom het apparaat of de component binnenstroomt. De tegengestelde pool wordt de kathode genoemd en is dus de pool of elektrode waar de elektrische stroom het apparaat of de component verlaat. 
In een elektronenbuis is de anode de elektrode waarop het elektronenbombardement plaatsvindt en dus de elektronen de buis verlaten, wat inhoudt dat de stroom daar de buis binnengaat.
In een galvanische opstelling, voor bijvoorbeeld het verzinken van ijzeren onderdelen, is het te verzinken onderdeel de kathode, de elektrode waarop het zink neerslaat, dus waar elektronen de opstelling binnengaan, of anders gezegd de stroom de opstelling verlaat. De kathode wordt dus verbonden met de negatieve pool van de voedingsbron. De zinken elektrode, die het zink levert, is de anode waaraan elektronen onttrokken worden. De anode wordt met de positieve pool van de voeding verbonden.
Ook in een opstelling voor elektrolyse van water is de anode de elektrode die elektronen onttrekt, dus waar de zuurstof ontstaat.
Van een elektriciteitsbron, zoals een galvanische cel is de negatieve pool de elektrode waar de stroom de cel instroomt, dus de anode. De positieve pool is de kathode, de elektrode waar de stroom de cel verlaat.

## Offeranode
Veel schepen en andere ferrometallische constructies in een nat milieu worden beschermd met een opofferingsanode (offeranode, offerblok). Omdat de offeranode onedeler is dan het te beschermen metaal, zal deze corroderen en het te beschermen metaal niet. Pas wanneer de offeranode weggecorrodeerd is, zal het te beschermen metaal gaan corroderen. Offeranodes moeten daarom regelmatig vervangen worden.
Voor schepen die meestal op zoet water varen, wordt als anodemateriaal aluminium geprefereerd boven zink, omdat aluminium een hoger potentiaalverschil met andere metalen heeft dan zink. Dat is belangrijk omdat zoet water een hogere elektrische weerstand heeft dan zout water. Voor zout water wordt zink aangeraden, hoewel aluminium daarin ook goed functioneert maar sneller wordt weggevreten. Magnesium-anodes worden afgeraden, omdat het potentiaalverschil met andere metalen te groot is, waardoor, zeker in brak en zout water, verflagen kunnen beschadigen. Voor snelle schepen wordt het gebruik van as-anodes, die bevestigd worden om de schroefas, afgeraden. Ze geven veel weerstand en brengen de as in onbalans nadat ze gedeeltelijk zijn weggevreten.